# Roud Folk Song Index
De Roud Folk Song Index is een database met ongeveer 250.000 verwijzingen naar bijna 25.000 Engelstalige volksliedjes, liedjes die wereldwijd verzameld zijn via mondelinge overlevering. De index, ontworpen door Steve Roud, is een combinatie van de oudere Broadside Index, die verwijst naar gedrukte bronnen van vóór 1900 en de folksongindex, die Roud zelf samenstelde. Het omvat alle eerdere gedrukte bronnen zoals de "Child Ballads", verzameld door Francis James Child en de Laws-index van George Malcolm Laws. Sinds 2006 is de index online te raadplegen.

## Geschiedenis
Steve Roud begon de Roud Index in de jaren 1960 als een hobbyproject om zijn vinylplaten te catalogiseren. In de jaren 1970 raakte hij geïnteresserd in folkmuziek en merkte dat veel liedjes onder verschillende titels uitgevoerd werden. Hij raakte er in gespecialiseerd en voegde een index met verwijzingen toe aan zijn kaartenbak, die hij in een schoenendoos bewaarde. Vanaf 1993 schakelde hij over naar een PC en gebruikte voor zijn kaartenbak allerlei databasepakketten, met Cardbox als laatste. Via floppy disks en later cd-rom deelde Roud zijn informatie. Zijn werk is overgenomen door de Vaughan Williams Memorial Library, die de bibliotheek en archieven van de English Folk Dance and Song Society beheert. Op de website van de Vaughan Williams Memorial Library, die onderhouden wordt door de English Folk Dance and Song Society (EFDSS) staat de Roud Index online. Een deel van de lijst is ook beschikbaar op de Engelstalige versie van wikipedia als en:List of folk songs by Roud number.

## Doel van de index
Het primaire doel van de index was het vastleggen van een relatie tussen de verschillende varianten van Engelstalige volksliedjes. Per liedje werden details vastgelegd als Eerste regel, de bron van de details (boek, bladmuziek of audio-opname), herkomst van het lied en uitvoerende(n). Ook is de index van de Child Ballads en de Laws-index toegevoegd. De relatie tussen varianten van de volksliedjes wordt gelegd via het Roud-nummer. Zo zijn aan Roudnummer 2 meer dan 300 varianten gekoppeld, zoals St. James Infirmary of St. James Hospital, The Unfortunte Lad, The Bad Girl's Lament en The Streets of Laredo, elk weer in meerdere varianten. Ook de gegevens uit The Traditional Ballad Index zijn via het Roud-nummer en een digitale link gekoppeld.

## Beperkingen van de index
De index is bewust beperkt tot volksliedjes, Roud voorzag te grote problemen om bijvoorbeeld shanty's en folkblues op te nemen, omdat er te veel variaties van hetzelfde lied voorkomen.

## Vergelijkbare databanken
- Nederlandse Liederenbank
- Duits Volksliedarchief
- Österreichisches Volksliedwerk
- Schweizerisches Volksliedarchiv